# Секційний ізолятор

Секційний ізолятор тролейбуса (СІ-6Д, схема): 1 — кінцеві затискачі;
2 — дугогасна котушка;
3 — дугогасна камера; 4 — ходові елементи;
5 — ізоляційний брус.

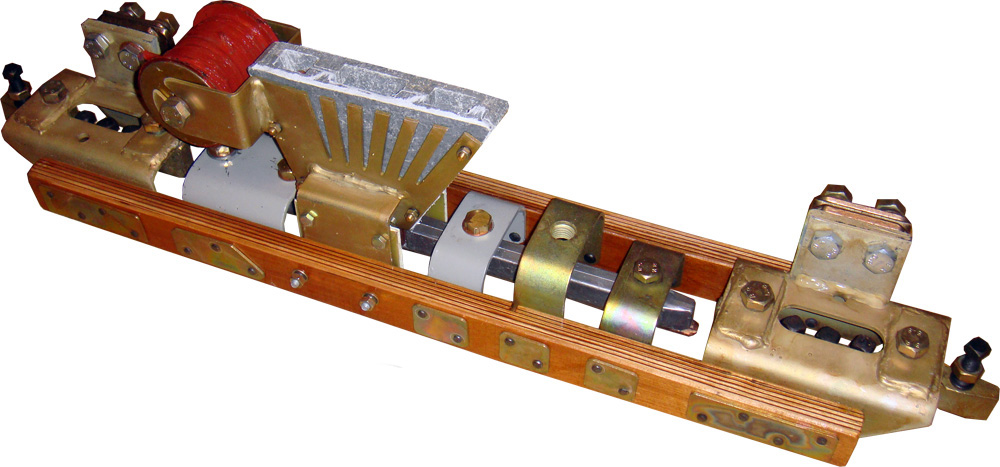
Секційний ізолятор СІ-6Д, загальний вид

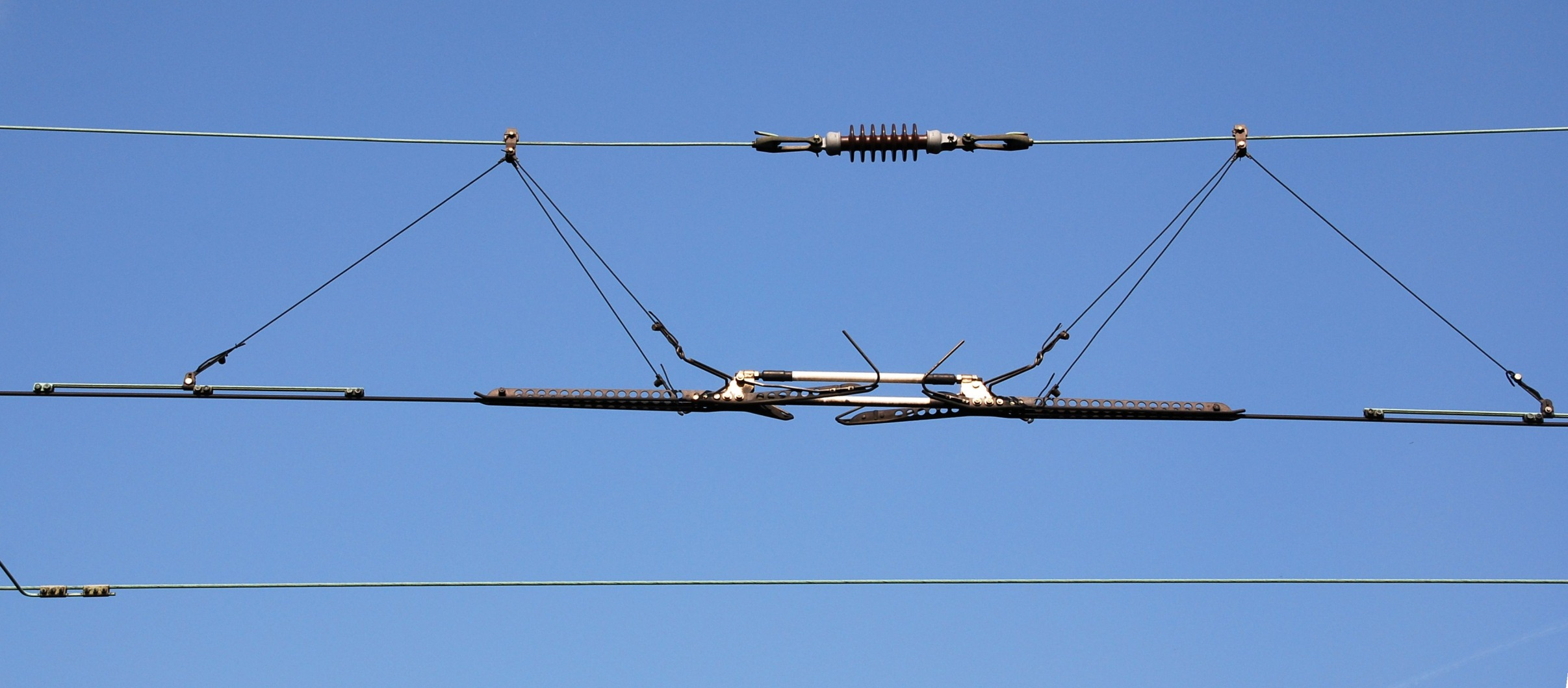
Залізничний секційний ізолятор

Секці́йний ізоля́тор — призначений для поділу контактної мережі тролейбуса, трамваю або електрифікованих залізниць на ділянки, т. з. секції. Кожна секція живиться окремим фідером, що дозволяє ремонтувати окремі ділянки не знеструмлюючи всієї контактної мережі, живити ці ділянки від різних тягових підстанцій і т. д.
Основне завдання секційного ізолятора — забезпечити надійну ізоляцію секцій, не обмежуючи при цьому можливості проїзду через нього струмоприймачів. Основною перешкодою в цьому є електрична дуга, що виникає при проході струмоприймача. Щоб зменшити вплив дуги використовуються дугогасні пристрої з котушки та дугогасної камери. У разі утворення дуги вона захоплюється магнітним полем дугогасної котушки в дугогасну камеру, де розтягується і гасне. Попри наявність дугогасної камери, інструкції вимагають проходити секційний ізолятор з вимкненим навантаженням, аби не допустити пошкодження електрообладнання.